# Bubacarr Jobe
Bubacarr Jobe (* 21. November 1994 in Serekunda) ist ein gambischer Fußballspieler, der als Mittelfeldspieler für den schwedischen Verein Norrby IF spielt.

## Karriere
Jobe zog 2011 in die Vereinigten Staaten und spielte zunächst für Rush Soccer an der Seite von Vancouver-Whitecaps-Stürmer Kekuta Manneh. Allerdings erlitt er in den ersten Wochen seiner Karriere in Amerika eine Kreuzbandverletzung. Während der Super-20-Meisterschaft 2012 für die Force Football Club Academy erzielte er in fünf Spielen vier Tore, was dazu führte, dass er in das All-Tournament-Team aufgenommen und zum MVP und besten Torschützen gekrönt wurde. Er erzielte in 27 Spielen für Texas Rush insgesamt 10 Tore.
Jobe wurde außerdem zum Montgomery County-Spieler des Jahres 2014 ernannt, nachdem er mit 31 Toren in einer einzigen Saison den Rekord der Woodlands High School gebrochen hatte. Später spielte er für den Premier-Development-League-Klub Austin Aztex, wo er in zwölf Spielen sieben Tore erzielte.
Im Jahr 2014 bestritt er während eines dreitägigen Probetrainings ein einziges Spiel für die Chicago Fire Reserves in der United Soccer League (USL) und erzielte das einzige Tor beim 1:0-Sieg über die Montreal Impact Reserves.
Jobe unterschrieb später im August 2015 einen Vertrag beim Toronto FC II und debütierte am 15. August 2015 beim 2:1-Sieg über die Richmond Kickers.

## Persönliches
Nach seiner Ankunft in den Vereinigten Staaten zog Jobe bei Don Gemmell, CEO von Rush Soccer, und seiner Frau Brooke Gemmell ein. Sie adoptierten ihn offiziell im Jahr 2013, nachdem Jobe eine Reihe kultureller Unterschiede überwunden hatte.